# Winning Time: The Rise of the Lakers Dynasty

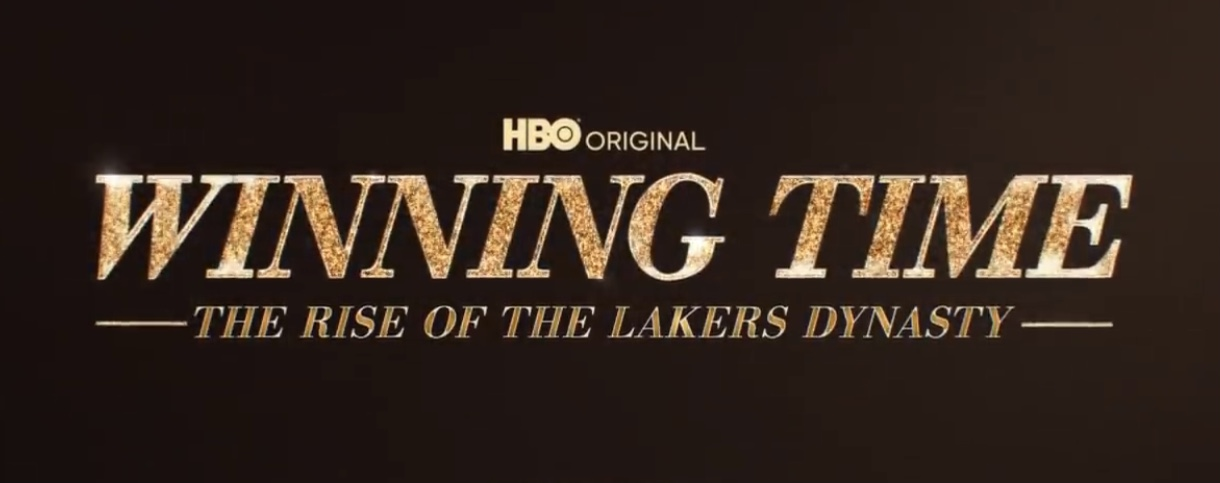
Logo da série

Winning Time: The Rise of the Lakers Dynasty é uma série televisiva de drama esportivo americana criada por Max Borenstein e Jim Hecht para a HBO, baseada no livro Showtime: Magic, Kareem, Riley, and the Los Angeles Lakers Dynasty of the 1980s por Jeff Pearlman . A primeira temporada narra a era Showtime dos anos 80 do time de basquete Los Angeles Lakers, apresentando as notáveis estrelas da NBA Magic Johnson e Kareem Abdul-Jabbar . Apresenta um elenco liderado por John C. Reilly, Jason Clarke, Gaby Hoffmann, Rob Morgan e Adrien Brody . A série estreou em 6 de março de 2022, com o episódio piloto dirigido por Adam McKay . Em 6 de agosto de 2023 estreou a segunda temporada 

## Sinopse
A série narra a vida profissional e pessoal do time de basquete Los Angeles Lakers da década de 1980, dentro e fora da quadra.

## Elenco

### Principal
- John C. Reilly como Jerry Buss[4]
- Quincy Isaiah como Magic Johnson[5]
- Jason Clarke como Jerry West[6]
- Adrien Brody como Pat Riley[7]
- Gaby Hoffmann como Claire Rothman[8]
- Tracy Letts como Jack McKinney[9]
- Jason Segel como Paul Westhead[10]
- Julianne Nicholson como Cranny McKinney[9]
- Hadley Robinson como Jeanie Buss[8]
- DeVaughn Nixon como Norm Nixon[11]
- Solomon Hughes como Kareem Abdul-Jabbar[5]
- Tamera Tomakili como Earletha "Cookie" Kelly[12]
- Brett Cullen como Bill Sharman[13]
- Stephen Adly Guirgis como Frank Miriani[12]
- Spencer Garrett como Chick Hearn[14]
- Sarah Ramos como Cheryl Pistono[15]
- Molly Gordon como Linda Zafrani[14]
- Joey Brooks como Lon Rosen[12]
- Delante Desouza como Michael Cooper[14]
- Jimel Atkins como Jamaal Wilkes[9]
- Austin Aaron como Mark Landsberger[16]
- Jon Young como Brad Holanda
- Rob Morgan como Earvin Johnson Sr.[14]
- Sally Field como Jessie Buss[17]

### Recorrentes
- Michael Chiklis como Red Auerbach[18]
- LisaGay Hamilton como Christine Johnson[9]
- Michael O'Keefe como Jack Kent Cooke[19]
- Kate Arrington como JoAnn Mueller
- Sean Patrick Small como Larry Bird[20][21][22]
- David Purdham como Larry O'Brien
- Kirk Bovill como Donald Sterling[14]
- Rickey Eugene Brown como Quincy Johnson
- Darone Okolie como Larry Johnson
- Andy Hirsch como David Stern[9]
- Lola Kirke como Karen West[13]
- Rachel Hilson como Cindy Day, namorada de Magic Johnson
- Carter Redwood como Brian
- Lucy Walters como Beverly
- Gillian Jacobs como Chris Riley[23]
- Rory Cochrane como Jerry Tarkanian[16]
- Danny Burstein como Vic Weiss[16][24]
- Ta'Nika Gibson como Debbie Allen[16]
- Terence Davis como Adrian Dantley[16]
- Rodney Barnes como Maurício[16]
- Nell Sherman como Maude
- Newton Mayenge como Jim Chones[25]
- Wood Harris como Spencer Haywood[23]
- Edwin Hodge como Ron Boone[16]
- Ja'Quan Cole como Ron Carter[16]
- Jynediah Gittens como Kenny Carr[16]
- Michael AG Scott como Butch Lee[16]
- Mike Epps como Richard Pryor[26]
- Max E. Williams como Jack Nicholson[26]
- Carina Conti como Paula Abdul[26]
- Mariama Diallo como Iman[26]

## Produção

### Desenvolvimento
Em 20 de abril de 2014, o roteirista da Era do Gelo 2, Jim Hecht, cruzou os EUA até a casa do roteirista esportivo Jeff Pearlman. Ele propôs uma adaptação do best-seller de Pearlman, Showtime: Magic, Kareem, Riley and the Los Angeles Lakers Dynasty, no estilo de Friday Night Lights. De acordo com o The Hollywood Reporter, Hecht trouxe a Pearlman uma garrafa de vinho sem álcool, uma barra de chocolate e um tomate como oferta para convencer Pearlman a vender os direitos do livro para ele. "Eu não tinha dinheiro, então, se ele dissesse 'US$ 30.000', eu estaria ferrado", lembrou Hecht. Pearlman, que havia oferecido vários de seus livros e "nada acontecia", concordou em deixar Hecht comprar seu livro por um ano. Em 2015, o produtor Kevin Messick convenceu Adam McKay a dirigir o piloto e produzir a série.
Em abril de 2019, a HBO encomendou um piloto da série, que foi escrita por Max Borenstein com uma história de Borenstein e Hecht. A série foi inicialmente referida pelo título de trabalho "Showtime', em referência ao livro de Pearlman e a era Lakers que a inspirou. Naquele verão, a série foi descrita como sem título, com o executivo da HBO Casey Bloys reconhecendo mais tarde que o título causaria confusão no mercado, por ser o mesmo nome da concorrente de TV e streaming da HBO, o canal Showtime . Em dezembro, a HBO oficialmente deu sinal verde para a produção da série. Em 8 de dezembro de 2021, a HBO anunciou que a série seria intitulada Winning Time: The Rise of the Lakers Dynasty (Lakers: Hora de Vencer, no Brasil) ; de acordo com Bloys, "Winning Time" é uma frase que já estava associada a Magic Johnson.
Durante o desenvolvimento do projeto, os colaboradores McKay e Will Ferrell deixaram de ser amigos, devido à decisão de McKay de escalar John C. Reilly sem que Ferrel soubesse. Em 7 de abril de 2022, a HBO renovou a série para uma segunda temporada.

### Escalação
Francine Maisler é a diretora de elenco do programa. Em agosto de 2019, Jason Clarke e Michael Shannon foram escalados para interpretar Jerry West e Jerry Buss, respectivamente. No entanto, no mês seguinte, Shannon sairia devido a diferenças criativas, fazendo com que John C. Reilly. assumisse o papel de Buss. Shannon supostamente não gostou do formato de quebra da quarta parede do show e achou difícil trabalhar com ele. Quincy Isaiah e Solomon Hughes também foram escalados para interpretar Magic Johnson e Kareem Abdul Jabbar após uma longa pesquisa de elenco. DeVaughn Nixon foi adicionado ao elenco para retratar Norm Nixon, seu pai na vida real.
Por volta de março de 2021, foram escalados Adrien Brody, Sally Field, Michael Chiklis, Bo Burnham, Jason Segel, Sarah Ramos, Brett Cullen e Lola Kirke . Em maio de 2021, Rory Cochrane, Danny Burstein, Austin Aaron, Ta'Nika Gibson, Edwin Hodge, Terence Davis e Ja'Quan Cole se juntaram ao elenco. Em junho de 2021 foi a vez de Mike Epps, Max E. Williams, Carina Conti e Mariama Diallo se juntarem ao elenco. Em agosto de 2021, Burnham saiu do projeto devido a conflitos de agenda, enquanto Sean Patrick Small, Rachel Hilson, Olli Haaskivi, Newton Mayenge e Jon Young se juntaram ao elenco, com Small substituindo Burnham.

### Filmagens
As filmagens começaram em Los Angeles em 12 de abril de 2021 e foram concluídas em 31 de outubro.

## Lançamento
Junto com o anúncio do título em dezembro de 2021, a HBO anunciou que a série estrearia em março de 2022, com a data de estreia posteriormente marcada para domingo, 6 de março, com a tradicional exibição semanal dos episódios subsequentes, concluindo a temporada em 8 de maio de 2022.

## Recepção

### Resposta da Crítica
No site agregador de críticas Rotten Tomatoes, a série possui 82% de aprovação com base em 51 críticas, com uma classificação média de 7,7/10. O consenso dos críticos do site diz: "Alegremente excessivo em forma e função, Winning Time combina uma lista gigante de personagens com estilo whiplash para entregar um slam dunk absoluto".  No Metacritic, a série tem uma pontuação de 69 em 100, com base em 23 críticas, indicando "críticas geralmente favoráveis".